# السجر
السجر قرية تابعة لقضاء الكرمة في محافظة الأنبار. تقع وسط العراق على بعد 50 كم غرب بغداد.
معنى كلمة السجر: هوه السياج الموجود في الناعور الذي يدفع بالماء الي الناعور.